# Каселакис, Леонидас
Леонидас Каселакис (греч. Λεωνίδας Κασελάκης; род. 1 июня 1991, Холаргос, Греция) — греческий профессиональный баскетболист, играющий на позиции лёгкого форварда за баскетбольный клуб «Перистери».

## Карьера
Профессиональную карьеру Каселакис начал в клубе «Илисиакос», в котором отыграл 4 сезона во второй греческой лиге.
В 2014 году Каселакис перешёл в первую греческую лигу и играл за клубы ПАОК, АЕК и «Неа Кифисья».
В сезоне 2015/2016 Каселакис был признан «Самым прогрессирующим игроком» чемпионата Греции.
В августе 2016 года Каселакис стал игроком «Астаны». В сезоне 2016/2017 Леонидас набирал 7,3 очка, 4,7 подбора и 1,4 передач в среднем за игру.
Перед началом сезона 2017/2018 Каселакис продлил контракт с «Астаной» ещё на 1 сезон. В Единой лиге ВТБ статистика Леонидаса составила 11,3 очка, 4,4 подбора и 2,0 передачи в среднем за игру.
В июне 2018 года Каселакис перешёл в «Промитеас».
В июне 2020 года Каселакис стал игроком «Панатинаикоса». В составе команды Леонидас стал чемпионом Греции и победителем Кубка Греции. В 28 матчах чемпионата Греции Каселакис набирал 4,1 очка, 2,3 подбора и 1,2 передачи в среднем за игру.
В июле 2021 года Каселакис подписал новый контракт с «Панатинаикосом».
В июне 2022 года Каселакис перешёл в «Перистери».

## Сборная Греции
Каселакис регулярно выступал за сборные Греции различных возрастов. В 2008 году стал чемпионом Европы U-18, в 2009 серебряным призёром чемпионата мира U-19 и чемпионом Европы U-20, а в 2010 серебряным призёром чемпионата Европы U-20. В составе мужской сборной Греции по баскетболу 3×3 принимал участие в Европейских играх 2015 года, сборная заняла седьмое место.

## Достижения

### Клубные
- Чемпион Греции: 2020/2021
- Чемпион Казахстана (2): 2016/2017, 2017/2018
- Обладатель Кубка Греции: 2020/2021
- Обладатель Суперкубка Греции: 2021

### Сборная Греции
- Победитель чемпионата Европы (до 20 лет): 2009
- Серебряный призёр чемпионата Европы (до 20 лет): 2010
- Серебряный призёр чемпионата мира (до 19 лет): 2009
- Победитель чемпионата Европы (до 18 лет): 2008
- Победитель Турнира Альберта Швейцера: 2008